# Âge de la pierre

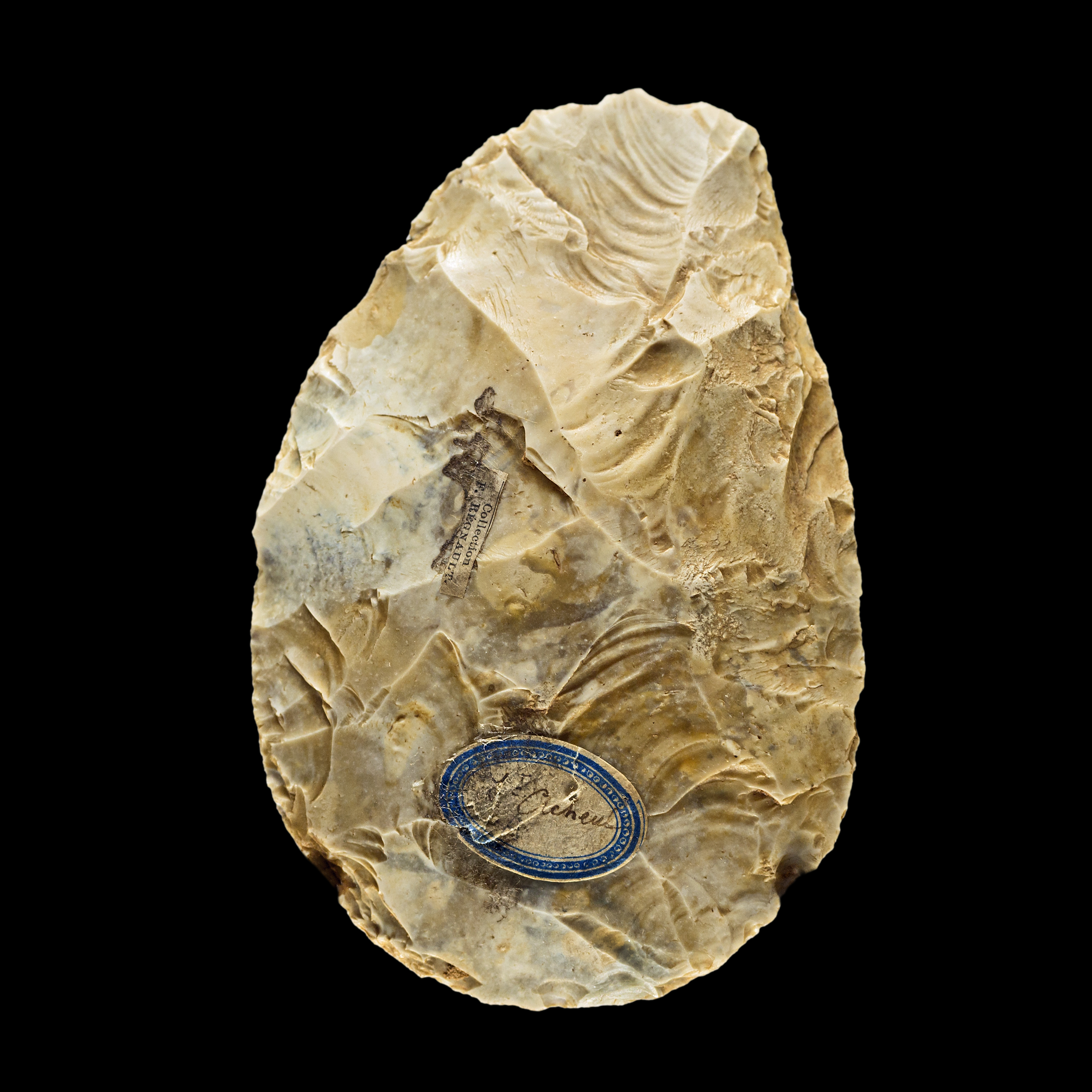
Biface de Saint-Acheul (Amiens), collection Félix Régnault, Muséum de Toulouse.

L'âge de la pierre, ou âge de pierre, est la période de la Préhistoire durant laquelle les humains ont fabriqué et utilisé des outils et des armes en pierre, avant l'usage prépondérant des métaux. Elle est de loin la plus longue de la Préhistoire, débutant il y a 3,3 millions d'années pour s'achever entre 3000 et 2000 av. J.-C. en Eurasie et en Afrique du Nord. Elle est suivie de l'Âge du bronze, puis de l'Âge du fer. L'expression Âge de la pierre est aujourd'hui désuète et remplacée dans l'usage par ses sous-périodes que sont le Paléolithique, le Mésolithique et le Néolithique.

## Historique
Cet âge est déjà évoqué comme hypothèse philosophique dans le De rerum natura de Lucrèce.
En 1820, le Danois Christian Jürgensen Thomsen, à la suite de Nicolas Mahudel, ordonne les collections de son musée en fonction des principaux matériaux utilisés et popularise une classification dite des « trois âges » :
- l'âge de la pierre ;
- l'âge du bronze ;
- l'âge du fer.

## Matériaux

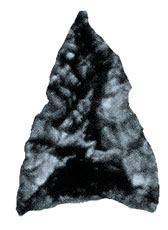
Pointe de flèche en obsidienne.

Les hommes préhistoriques exploitaient divers types de roche, de qualité très variable, en fonction des gisements situés à proximité de leurs habitats : silex, chaille, quartz, quartzite, radiolarite, obsidienne, calcédoine, silcrète, basalte, etc. Au Paléolithique supérieur, les meilleurs matériaux, bruts ou taillés, faisaient l'objet d'échanges sur de grandes distances. 
Durant l'âge de la pierre, le bois, l'os, l'ivoire, la corne, et les bois de cerf étaient aussi utilisés, notamment au Paléolithique moyen et supérieur, mais la pierre, et notamment le silex, était le principal matériau travaillé pour créer des outils coupants et des armes.
À cause de sa texture cryptocristalline, à l'origine de sa faculté de se fractionner selon des lois constantes et contrôlables, en formant des arêtes tranchantes (la cassure conchoïdale), de sa dureté et de sa large présence sur la planète, le silex a été particulièrement recherché tout au long de la Préhistoire pour la fabrication d'outils et d'armes. L'obsidienne, roche volcanique, plus rare que le silex, a des vertus proches de celles du silex.

## Chronologie
L'âge de la pierre débute il y a 3,3 millions d'années avec les premiers outils lithiques connus.
À partir du Paléolithique moyen, qui commence en Afrique il y a environ 400 000 ans, les hommes maîtrisent la fixation de pointes de pierre sur des hampes en bois, selon différentes techniques d'assemblage. Les pieux de bois ainsi renforcés à leur pointe sont plus efficaces à la chasse que des pieux nus.
Le Néolithique est aussi parfois appelé l'âge de la pierre polie, bien que celle-ci apparaisse ponctuellement dès le Mésolithique. Le polissage de la pierre, travail long et laborieux, permet d'obtenir des haches et des herminettes aux tranchants réguliers et très résistants. Cette période a laissé de nombreux polissoirs, striés de traces de polissage.
La fin de l'âge de pierre varie selon la région concernée. Bien qu'il soit possible de parler d'un âge de la pierre global pour toute l'humanité, certains groupes n'ont jamais développé de technologies métallurgiques, et restèrent donc dans un âge de la pierre jusqu'à ce qu'ils rencontrent des cultures technologiquement plus développées.
Au Néolithique, les hommes maîtrisent dans de nombreuses régions le travail du cuivre, ainsi que de l'or et de l'argent, mais les outils de pierre polie restent alors prépondérants, le cuivre étant un métal trop mou pour pouvoir supplanter la pierre dans l'outillage et dans l'armement. Il faut attendre le développement des alliages de cuivre et d'étain, qui donnent le bronze, un métal plus dur et plus résistant, pour que les outils et armes de pierre cèdent la place aux outils et armes de bronze. L'âge de la pierre s'achève donc avec le début de l'âge du bronze, vers 3000 av. J.-C. en Anatolie, et vers 2000 av. J.-C. en Europe de l'Ouest et en Chine.

## Terminologie
L'« âge de la pierre » est désormais une expression désuète, et on lui préfère l’une de ses subdivisions : Paléolithique, Mésolithique ou Néolithique. Ces périodes de la Préhistoire sont elles-mêmes subdivisées en sous-périodes.